# Propefusus pulleinei
Propefusus pulleinei is een slakkensoort uit de familie van de Fasciolariidae. De wetenschappelijke naam van de soort werd in 1895 voor het eerst geldig gepubliceerd door Verco.